# Тищенко Клавдія Іванівна
Клавдія Іванівна Тищенко (? — ?) — українська радянська діячка, новатор виробництва, начальник збагачувальної фабрики Криворізького рудника «Більшовик» Дніпропетровської області. Депутат Верховної Ради УРСР 4-го скликання.

## Біографія
Народилася у родині машиніста паровоза.
У 1952 році закінчила Ленінградський гірничий інститут, здобула спеціальність інженера-збагачувальника.
З 1952 року — старший змінний майстер, начальник збагачувальної фабрики Криворізького рудника «Більшовик» Дніпропетровської області.
Член КПРС.